# Paralacydes flavizonata
Paralacydes flavizonata är en fjärilsart som beskrevs av George Francis Hampson 1911. Paralacydes flavizonata ingår i släktet Paralacydes och familjen björnspinnare. Inga underarter finns listade i Catalogue of Life.